# Hans Steinert

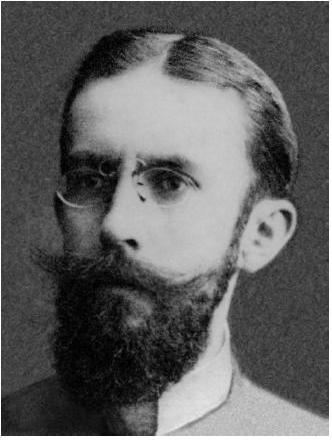
Hans Steinert

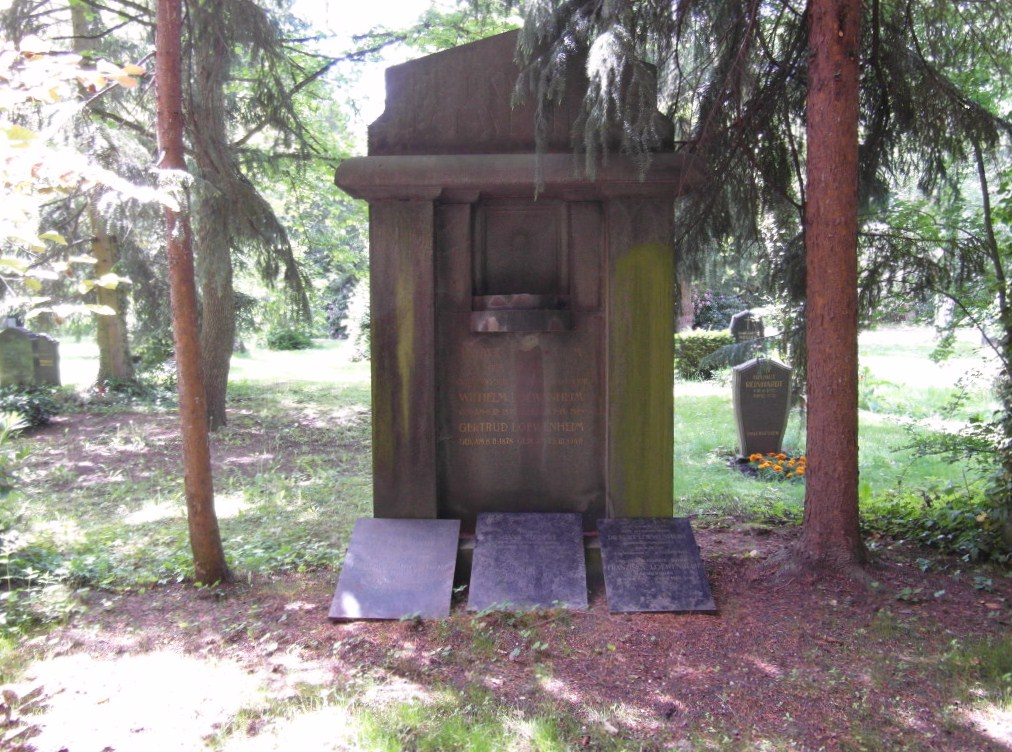
Grabstätte Hans Steinert und Angehörige der Familie Löwenheim

Hans Gustav Wilhelm Steinert (* 10. April 1875 in Dresden; † 3. November 1911 in Leipzig) war ein deutscher Internist.

## Leben
Von 1893 bis 1898 studierte Steinert Philosophie und Medizin in Leipzig, Freiburg, Berlin und Kiel. Mit Beginn seines Studiums in Leipzig trat er dem Studentisch-Wissenschaftlichen Verein Fridericiana (heute Leipziger Turnerschaft Fridericiana im Coburger Convent zu Mannheim/Heidelberg) bei. 1898 erfolgte seine Approbation zum Arzt und seine Promotion zum Dr. med. (Titel der Dissertation: Über 2 Embryonalkystome des Ovariums und eine Dermoidzyste des Hodens). Danach arbeitete er zunächst als Assistent von Adolph Seeligmüller (1837–1912) in Halle und bei Emanuel Mendel in Berlin, als Assistent von Franz Windscheid am Leipziger pathologischen Institut sowie im Dresdner Stadtkrankenhaus unter Alfred Fiedler.
1901 wurde er unter Heinrich Curschmann Assistenzarzt an der Leipziger Universitätsklinik. Am 12. Juli 1905 erhielt er die Venia legendi und lehrte ab dem Wintersemester an der dortigen Universität. 1910 wurde er zum außerordentlichen Professor berufen.
Im Jahr 1905 heiratete er Else Loewenheim (1879–1948), eine der ersten deutschen Augenärztinnen. Sie hatten zwei Töchter (geboren 1906 und 1908) und einen Sohn (geboren 1910).